# Jácome Ornelas Bruges
Jácome Ornelas Bruges (19 de Novembro de 1889 — 18 de Janeiro de 1939) foi um engenheiro-agrónomo formado pelo Instituto Superior de Agronomia de Lisboa (1913), chefe dos Serviços Agronómicos da Junta Geral do Distrito Autónomo de Angra do Heroísmo, que se notabilizou pela sua acção de extensão rural e de fomento da agricultura. Foi presidente da Câmara Municipal de Angra do Heroísmo.

## Obra
- A Ilha Terceira. Notas sobre a sua Agricultura, Gados e Indústria Anexa. Angra do Heroísmo, Tip. Andrade, 1915.